# Prvenstvo Ljubljanskog nogometnog podsaveza 1932./33.
Prvenstvo Ljubljanskog podsaveza za sezonu 1932./33 bilo je četrnaesto nogometno natjecanje u organizaciji Ljubljanskog nogometnog podsaveza.

## Novosti
Nove komplikacije uslijedile su u sezoni 1932./33. u kojoj je podsavezna liga završila sa samo četiri momčadi umjesto planiranih šest. U natjecanje se ponovno umiješao JNS, koji je uveo jedinstvenu jugoslavensku ligu, u kojoj je mjesto dobilo jedanaest najboljih klubova u državi, a jedanaesto mjesto rezervirano je za predstavnika Ljubljane, uz deset stalnih članova. 

Početkom veljače veliki rivali Ilirija i Primorje odmjerili su neočekivani kvalifikacijski dvoboj koji je okupio više od 2000 gledatelja. Na za to vrijeme neobično dobro pripremljenom terenu Primorja, Ilirija je povela već u prvoj minuti golom Josipa Unterreitera, ali su crno-bijeli u narednim minutama pokazali puno više te su preko Adolfa Ermana i Julija Sočana uspjeli doći do potpunog preokreta, na veliku radost svojih navijača. Uzvrat je uslijedio dva tjedna kasnije na stadionu Ilirije, no Primorje je opet bilo bolje, te sa strijelcem Ermanom u glavnoj ulozi rutinski ne samo održalo nego i povećalo vodstvo i zasluženo se plasiralo u jugoslavensku ligu.

Primorje je posljedično napustilo podsavezno prvenstvo, a nedugo zatim i Svoboda koja se fuzionirala s Primorjem kako bi ga ojačala pred zahtjevnim natjecanjem. Prije toga na stolu je bilo i ujedinjenje s Ilirijom, ali je ta opcija nakon internog glasovanja odbačena velikom većinom. LJNP je tada došao do zanimljivog rješenja, poništio je sve utakmice Svobode, dok su jesenski rezultati Primorja ostali na snazi. U nesvakidašnjem poretku Maribor je zauzeo prvo mjesto, dok je demoralizirana Ilirija proljetos potpuno posustala i čak završila na posljednjem, odnosno četvrtom mjestu. 

U drugom razredu, nakon negativnih iskustava iz prethodne sezone, ispale su B momčadi i povećana je regularnost, a naslov je zasluženo osvojio Hermes ispred Korotana i Slovana, koji je na posljednjem mjestu izgubio samo bod od Grafike. U međuvremenu se razvijalo i natjecanje u Trbovljanskom okrugu, gdje je već nastupilo sedam ekipa, ali su svojom kvalitetom još uvijek jako zaostajale za ekipama iz Celja i drugih većih gradova. Primjerice, Amater je ove sezone nastupao u drugorazrednom prvenstvu, ali je u prvom kolu izgubio od jednako skromnog Elana iz Novog Mesta.

Momčad Pirmorja u državnom prvenstvu činili su Starec, Svetic, Jug, Sočan, Slamič, Boncelj, Šlamberger, Erman, Hassl, Slapar i Uršič. Primorje je ostvarilo dobre rezultate, posebnice na domaćem terenu. Primjerice, Vojvodina je izgubila 5:0, a najbolji igrač Primorja bio je Adolf Erman koji je bio šesti najbolji strijelac natjecanja.
Godine 1932. klubovi iz Čakovca i Pustakovca (danas dio Čakovca) prelaze u Ljubljanski nogometni podsavez.

## Sezona

### Kvalifikacije
Jesenski dio sezone 1932./33. prvenstva LJNP-a započela je s osam klubova: Primorje, Ilirija i Svoboda (svi iz Ljubljane), Maribor, Železničar i Rapid (svi iz Maribora), ČŠK (Čakovec) i SK Celje. SK Celje je moralo proći kvalifikacije kako bi postao osmi klub lige:
| Poluzavršnica    | Poluzavršnica | Poluzavršnica  | 21. 8 1932.  | 28. 8. 1932. |
| ---------------- | ------------- | -------------- | ------------ | ------------ |
| SK Celje         | –             | Athletik Celje | 2:1          | 3:2          |
| Završnica        | Završnica     | Završnica      | 11. 9. 1932. | 4. 10. 1932. |
| Slovan Ljubljana | –             | SK Celje       | 4:1          | 0:5          |

### Jesenji dio
25. 9. 1932. Primorje – ČŠK 4:1 (poništeno), Svoboda – Rapid 1:1 (poništeno)
2. 10. 1932. Primorje – Svoboda 1:1, Ilirija – ČŠK 3:2 (poništeno)
9. 10. 1932. Ilirija – Maribor 3:2, Železničar – Rapid 2:1 (poništeno)
16. 10. 1932. Železničar – Svoboda 3:2, Rapid – Ilirija 3:2 (poništeno), Maribor – ČŠK 4:3 (poništeno)

LJNP je odlučio da će liga imati šest klubova, poništio je utakmice između Rapida i ČŠK-a, koji su poput Celja i Slovana igrali nove kvalifikacije za šesti klub lige.
| Poluzavršnica | Poluzavršnica | Poluzavršnica    | 23. 10 1932. | 30. 10. 1932. |
| ------------- | ------------- | ---------------- | ------------ | ------------- |
| SK Celje      | –             | Slovan Ljubljana | 1:0          | 4:2           |
| ČŠK Čakovec   | –             | Rapid Maribor    | 2:5          | 1:4           |
| Završnica     | Završnica     | Završnica        | 6. 11. 1932. | 13. 11. 1932. |
| Rapid Maribor | –             | SK Celje         | 5:1          | 5:4           |

23. 10. 1932. Ilirija – Svoboda 8:1, Primorje – Železničar 2:2
30. 10. 1932. Maribor – Železničar 4:1
6. 11. 1932. Primorje – Ilirija 1:1, Maribor – Svoboda 5:0
13. 11. 1932. Primorje – Maribor 5:2, Železničar – Ilirija 4:3
20. 11. 1932. Primorje – Rapid 2:0
27. 11. 1932. Rapid – Svoboda 3:1 (nova)
4. 12. 1932. Rapid – Ilirija 4:3 (nova)
11. 12. 1932. Maribor – Rapid 4:2
18. 12. 1932. Rapid – Železničar 3:2 (nova)

| mj. | klub               | ut. | pob. | ner. | por. | gol+ | gol- | bod |
| --- | ------------------ | --- | ---- | ---- | ---- | ---- | ---- | --- |
| 1.  | Primorje Ljubljana | 5   | 2    | 3    | 0    | 11   | 6    | 7   |
| 2.  | 1. SSK Maribor     | 5   | 3    | 0    | 2    | 17   | 11   | 6   |
| 3.  | Rapid Maribor      | 5   | 3    | 0    | 2    | 12   | 12   | 6   |
| 4.  | Ilirija Ljubljana  | 5   | 2    | 1    | 2    | 18   | 12   | 5   |
| 5.  | Železničar Maribor | 5   | 2    | 1    | 2    | 12   | 14   | 5   |
| 6.  | Svoboda Ljubljana  | 5   | 0    | 1    | 4    | 5    | 20   | 1   |

### Kvalifikacije za državno prvenstvo 1932./33.
Budući da je početkom ožujka 1933. donesena odluka o pokretanju novog državnog prvenstva, podsavezna prvenstva su prekinuta. LJNP je dao svog predstavnika u državnu ligu tako što su Primorje i Ilirija odigrali dvoboj za pobjednika.

5. 2. 1933. Primorje – Ilirija 2:1
19. 2. 1933. Ilirija – Primorje 2:3

### Proljetni dio
Primorje Ljubljana postalo je prvak LJNP.
U ožujku 1933. došlo je do spajanja Primorja i Svoboda tako da su četiri kluba nastavila prvenstvo LJNP-a. Bodovi osvojeni protiv Svobode izbrisani su. Uračunati su osvojeni ili izgubljeni bodovi s Primorjem.

2. 4. 1933. Ilirija – Maribor 1:1
9. 4. 1933. Maribor – Rapid 5:2
23. 4. 1933. Rapid – Železničar 4:2
30. 4. 1933. Rapid – Ilirija 3:2, Maribor – Železničar 6:1
7. 5. 1933. Železničar – Ilirija 1:0

### Konačna ljestvica
| mj.     | klub               | ut. | pob. | ner. | por. | gol+ | gol- | kvoc  | bod |
| ------- | ------------------ | --- | ---- | ---- | ---- | ---- | ---- | ----- | --- |
| 1.      | 1. SSK Maribor     | 7   | 4    | 1    | 2    | 24   | 15   | 1,600 | 9   |
| 2.      | Rapid Maribor      | 7   | 4    | 0    | 3    | 18   | 20   | 0,900 | 8   |
| 3.      | Železničar Maribor | 7   | 2    | 1    | 4    | 13   | 22   | 0,590 | 5   |
| 4.      | Ilirija Ljubljana  | 7   | 1    | 2    | 4    | 13   | 16   | 0,812 | 4   |
|         | Primorje Ljubljana | 4   | 2    | 2    | 0    | 10   | 5    | 2,000 | 6   |
|         |                    |     |      |      |      |      |      |       |     |
| Izvori: |                    |     |      |      |      |      |      |       |     |

|  | Primorje Ljubljana je prvak podsaveza te se kvalificirala za državno prvenstvo 1932./33. |
|  | 1. SSK Maribor kvalificirala se za prednatjecanje za državno prvenstvo 1933./34.         |

## 2. razred

### Maribor – Čakovec
| mj.     | klub            | ut. | pob. | ner. | por. | gol+ | gol- | Bod |
| ------- | --------------- | --- | ---- | ---- | ---- | ---- | ---- | --- |
| 1.      | ČŠK Čakovec     | 4   | 4    | 0    | 0    | 25   | 5    | 8   |
| 2.      | Svoboda Maribor | 4   | 1    | 0    | 3    | 16   | 18   | 2   |
| 3.      | Mura M. Sobota  | 4   | 1    | 0    | 3    | 8    | 25   | 2   |
| Izvori: |                 |     |      |      |      |      |      |     |

## Poveznice
- Ljubljanski nogometni podsavez
- Prvenstvo Jugoslavije u nogometu 1932./33.

## Vanjske poveznice
- Zgodovina nogometa v Kraljevini SHS/Jugoslaviji in v času okupacije
- Zbornik Medobčinske nogometne zveze Ljubljana 1920–2020
- RSSSF
- exYUfudbal